# Caso por venta de dólares a futuro
Caso por venta de dólares a futuro es la denominación más difundida de la causa penal cuya carátula es Banco Central de la República Argentina y otros s/defraudación por administración fraudulenta (n° 12152/2015) que es un proceso iniciado en Argentina en octubre de 2015 en el que se investiga la eventual responsabilidad penal de funcionarios por las ventas a término de dólares estadounidenses realizadas por el Banco Central (BCRA) en el Mercado a término de las ciudades de Rosario y Buenos Aires. La causa fue cerrada en marzo de 2019 cuando el tribunal dictó por unanimidad que en los supuestos hechos denunciados no había existido conducta delictual alguna.
Los acusados afirman que la intervención del BCRA en el mercado se trata de una política económica y por lo tanto no es judiciable.
La causa estuvo a cargo del juez Claudio Bonadío y del fiscal Eduardo Taiana. En mayo de 2016, el juez procesó a Cristina Fernández de Kirchner, Axel Kicillof y otros exfuncionarios, lo que fue confirmado por la Cámara Federal de Apelaciones en noviembre de ese mismo año. En marzo de 2017 la causa fue elevada a juicio oral. El 13 de abril del 2021 Cristina Fernández de Kirchner, Axel Kicillof y los demás procesados fueron sobreseídos de esta causa, pero la causa volvió a abrirse y el sobreseimiento final lo dio la Corte Suprema de Justicia de la Nación en diciembre de 2024.

## Antecedentes

### El Mercado a término
Los mercados de futuros y opciones son entidades que organizan la compra y venta de contratos de derivados, que en la mayoría de los casos se trata de contratos de futuro y de contratos de opciones sobre futuros. En Argentina, están autorizados para ese objeto el Mercado a Término de Buenos Aires S. A (Matba) y el Mercado a Término de Rosario S.A. (Rofex), que son entidades privadas autorreguladas, cuyas normas deben ser aprobadas por la Comisión Nacional de Valores (CNV). En los contratos de futuro las partes se comprometen a intercambiar (comprar y vender) un activo físico o financiero (denominado activo subyacente), a un precio determinado (cierto) y en una fecha futura preestablecida al firmarse dicho acuerdo. En los contratos de opciones una parte (el tomador o titular), mediante el pago de una suma de dinero (prima), adquiere el derecho (pero no contrae la obligación) de exigir a la otra parte (el lanzador) la compra (opción de compra o "call") o la venta (opción de venta o "put") de ciertos subyacentes (activos determinados, contratos de futuros o índices) a un precio fijo predeterminado, sea durante un período preestablecido o en cierta fecha.

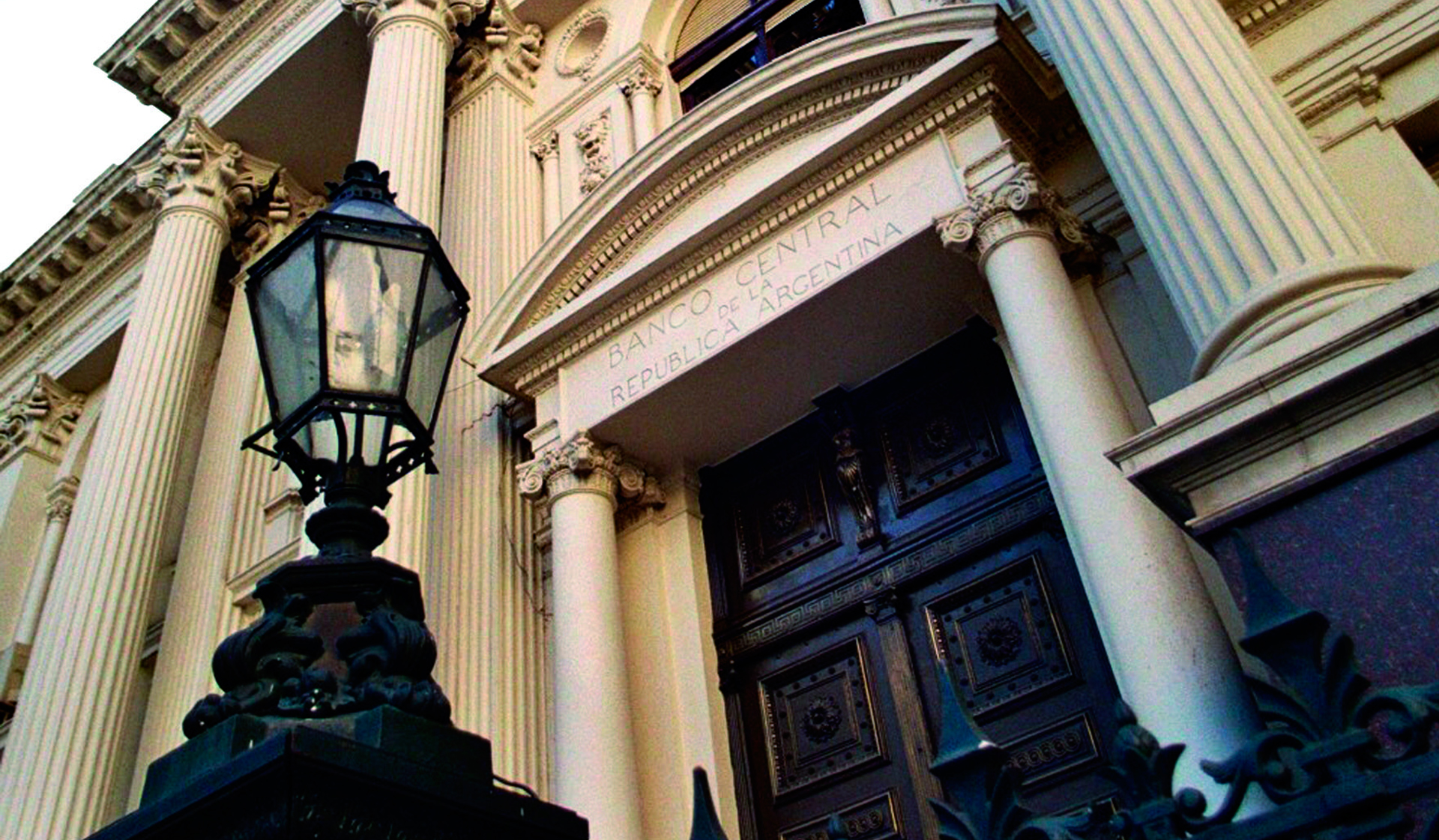
Frente del Banco Central de la República Argentina

En Argentina las operaciones de dólar futuro se realizan desde el 2004 y tenían en octubre de 2015 un mínimo de 1000 dólares, pero no era necesario contar con todo el dinero en efectivo al momento de realizar el contrato, ya que únicamente se deposita una garantía que puede ser en pesos o activos financieros. Al vencimiento, no se entrega la cantidad de dólares que se vendieron, sino que se liquidan en pesos las diferencias de precio resultantes.
Este tipo de contratos se tratan de instrumentos de política económica, que puede generar pérdidas o ganancias según la eventual variación del tipo de cambio, que es el precio de referencia de la operatoria. El BCRA había registrado ganancias por $ 5 500 millones en los doce meses previos a octubre de 2015. Asimismo, entre 2008 y 2009, durante la gestión de Martín Redrado, se registraron por esta operación pérdidas de $ 554 y $ 1 676 millones, respectivamente.

## Contratos a futuro analizados
El BCRA realizó hasta el mes de octubre de 2015 contratos por una "posición abierta" de U$S 15 323 millones, con vencimiento a marzo de 2016 al valor de $ 10,65. El valor del dólar promedio para el año 2016 previsto por la Ley de Presupuesto de 2015 era de $ 10,65. En ese momento podía hacerse la misma operación en la bolsa de Nueva York por $15 (un valor 50% superior al cuestionado), siendo este el principal motivo de la denuncia, la que aduce que una operación de futuros se rige por los valores de mercado.
Luego del cambio de gobierno y la asunción de Mauricio Macri como presidente, quien había adelantado que llevaría adelante una devaluación de la moneda, Mario Quintana y Nicolás Dujovne negociaron con los tenedores de contratos futuros una quita sobre el precio a pagar por los contratos.
 Finalmente, el 17 de diciembre, el gobierno dispuso una devaluación cercana al 40%, la mayor registrada desde 2002, cuando se puso fin a la convertibilidad.
Asimismo, el nuevo presidente del BCRA, Federico Sturzenegger, consultó al juez Bonadio si correspondía el pago de los contratos, por encontrarse estos en medio de la causa penal, a lo que el juez contestó que «no había ninguna medida restrictiva ordenada que impidiera el pago de los contratos».
Inicialmente, el juez había investigado la nómina de compradores de contratos a futuro, pero luego no dio a conocer. En diferentes medios de comunicación se informó que entre las personas que habían comprado dólares a futuro se encontraban dirigentes del macrismo, como Mario Quintana, Nicolás Caputo, Gustavo Lopetegui o José Torello, o empresarios que según el diario Página/12 eran cercanos a este, como Cablevisión.

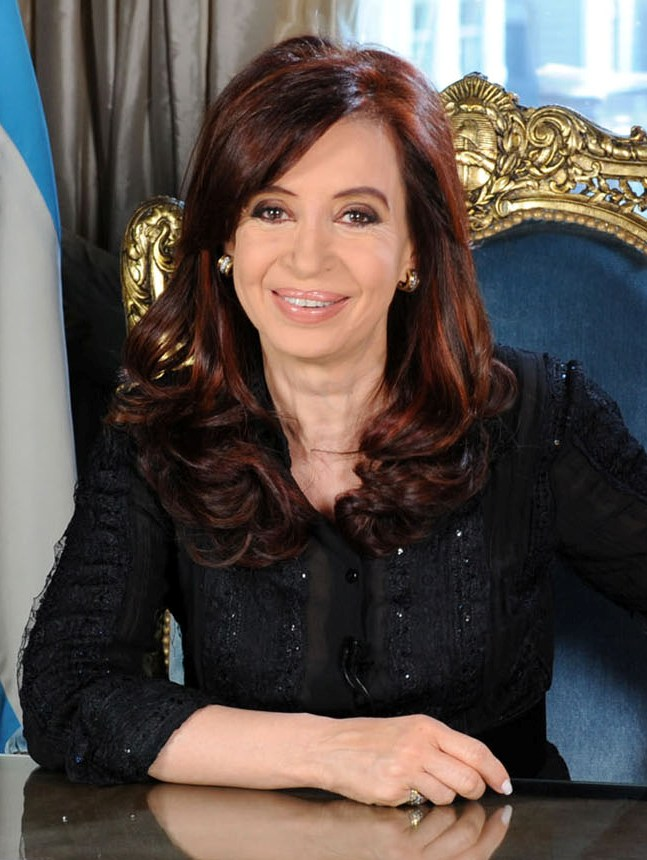
Cristina Fernández de Kirchner

## Causas penales
Las causas penales en el sistema jurídico argentino tienen diferentes etapas de necesario cumplimiento. Las mismas son: la denuncia; una vez aceptada comienza la etapa de la instrucción (lo que comúnmente se conoce como la etapa de la investigación), que se compone de las declaraciones indagatorias de los acusados y el procesamiento; una vez completada esa etapa, el juez eleva la causa a juicio, donde se determina el grado de responsabilidad de los imputados por el delito que se le atribuye. Bajo el sistema jurídico argentino, se mantiene el principio de presunción de inocencia hasta que se emita la sentencia.

### Etapa de instrucción

#### Denuncia
El 30 de octubre de 2015 los legisladores Mario Negri y Federico Pinedo denunciaron al titular del BCRA Alejandro Vanoli por las operaciones de ventas de dólares a término hechas en octubre de 2015 y la denuncia fue adjudicada al Juzgado en lo Criminal y Correccional Federal N.º 11 a cargo de Claudio Bonadio e intervino el fiscal Eduardo Taiano.

#### Defensas
Cristina Fernández de Kirchner argumentó en su defensa que en la operatoria “no obtuvo rédito personal alguno…lo cual da cuenta de que nunca ha obrado con el fin de procurar para sí un lucro indebido" y que el propio juez reconocía que las operaciones ejecutadas por el BCRA no procuraban causar un perjuicio para su patrimonio ni beneficiar a terceros, sino simplemente estabilizar el valor de la moneda nacional, por lo que “tampoco se halla satisfecho el elemento subjetivo exigido por el tipo penal", concluyendo entonces que su procesamiento era arbitrario.
Axel Kicillof afirmó en su defensa que en la causa no hay ninguna denuncia sobre un eventual beneficio a algún funcionario, empresario u otra persona vinculada a la anterior gestión y que la intervención del "dólar futuro" por parte del Banco Central es "una operatoria normal y parte habitual de la política cambiaria" con la cual en 2015 la entidad "evitó que se produjera una mega-devaluación inmediata de la moneda por causa de una corrida cambiaria…No se hizo nada extraño, sino seguir implementando medidas en el marco de las políticas establecidas por el gobierno nacional, que estaban incluso plasmadas en la Ley de Presupuesto"; en esta forma, agregó, "es imposible afirmar que la venta de contratos atados al valor del dólar futuro a un precio distinto es un delito…"Se puede estar de acuerdo o no, pero seguro no es materia del derecho penal, no es ilegal y no es delito".

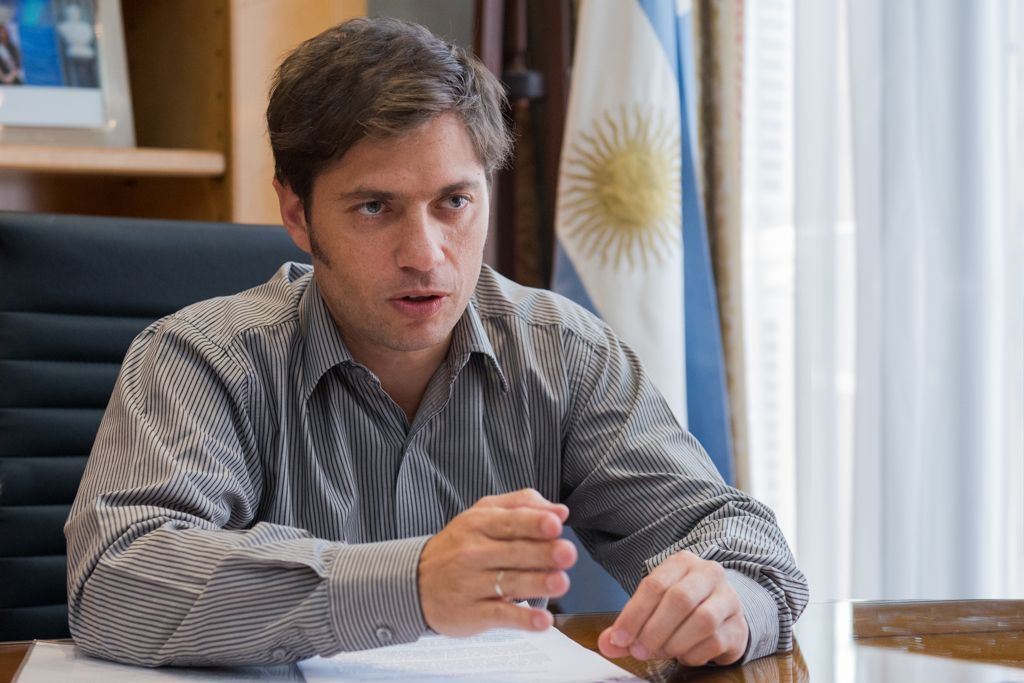
Axel Kicillof

Otro de los procesados, el expresidente del BCRA Alejandro Vanoli, coincidió con Axel Kicillof en que los contratos de dólar futuro buscaban enviar señales “claras y contundentes” de que no se planteaba convalidar expectativas de devaluación y afirmó que las ventas se concretaron a precio de mercado y conforme las previsiones fijadas en el presupuesto para 2016 aprobada por el Congreso.
Las defensas también sostuvieron que ni el valor de la moneda estadounidense denominado “blue”, que era ilegal, ni el establecido en el mercado no regulado de Nueva York, eran parámetros a tomar en cuenta para la determinación del “valor de mercado” al momento de las operaciones. También afirmaron que como la ley de presupuesto 27.198 preveía un tipo de cambio nominal promedio de $/USD 10,60 para 2016, si se hubieran ofrecido futuros de dólar a precios distintos a los fijados por la ley de presupuesto, «se habría incumplido con dicha ley».

#### Indagatoria
El 26 de febrero de 2016, el juez afirmó que hubo una maniobra que generó pérdidas al BCRA que alcanzaban aproximadamente US$ 17 000 millones, por lo que configuró la misma como supuestamente el delito de «de administración infiel en perjuicio de la administración pública». Así, llamó a indagatoria para fines de marzo y principios de abril de 2016, a diversos exfuncionarios del Poder Ejecutivo, del BCRA y de la CNV: Flavia Matilde Marrodán; Bárbara Emilia Domato Conti; Alejandro Formento; Juan Miguel Cuattromo; Mariano Beltrani; Germán David Feldman; Pedro Martín Biscay; Sebastián Andrés Aguilera; Miguel Ángel Pesce; Alejandro Vanoli; Axel Kicillof; Cristina Fernández de Kirchner; Guillermo Mario Paván; David René Jacoby y Cristian Alexis Girard.
En la causa, el juez también llamó a declarar en calidad de testigos a: Alfonso Prat Gay, entonces ministro de Economía; Martín Redrado, extitular del BCRA; Lucas Llach, vicepresidente del BCRA; Martín Grandes, economista que había publicado una nota al respecto en Diario Perfil; entre otros.

#### Procesamientos
El artículo 18° de su Carta Orgánica, Ley 24144, el B.C.R.A. puede “Comprar y vender a precios de mercado, en operaciones de contado y a término, títulos públicos, divisas y otros activos financieros con fines de regulación monetaria, cambiaria, financiera y crediticia”. Bonadio citó como testigo a Martín Grandes quien había escrito: “El anterior BCRA, pudiendo comprometerse a vender más ‘caro’ en el futuro, a $15, en el mercado de Nueva York, prefirió comprometerse a vender más ‘barato’ en ROFEX y MAE. La brecha es de 50%, y jamás puede ser explicada por la prima de riesgo entre los dos mercados. Se trata de una maniobra dolosa, similar a cualquier otra en la que el Gobierno opere fuera del precio de mercado como, por ejemplo, los sobreprecios de la obra pública”.
En la resolución cita la nota titulada “Dólar Futuro en NY: a un año: $16,30” del periódico Ámbito Financiero del 20 de octubre de 2015 (o sea antes de la primera vuelta de las elecciones presidenciales) en la que, aludiendo a la fuerte intervención del B.C.R.A. con futuros, informaba que tuvo “…pocos efectos en las plazas en que los grandes jugadores operan libremente: los contratos de la divisa en Nueva York se dispararon ayer hasta un 7% (casi un peso), hasta ubicarse en $16,30 para dentro de doce meses; y en las cuevas de la City el ‘blue’ se encareció 17 centavos, hasta llegar a un récord de $16,11”… “Los inversores parecen presumir que el proceso de devaluación estará ya consumado una vez pasado marzo. Pero que los primeros ajustes relevantes sobre el tipo de cambio se percibirán desde el primer mes de gestión.”
Bonadio consideró "impensable" que una operación financiera de la envergadura de la investigada se hubiera realizado sin la aprobación expresa del Poder Ejecutivo Nacional, máxime cuando Cristina Fernández de Kirchner afirmaba públicamente que era quien tomaba las decisiones de la política económica; esto no excluye, a juicio de Bonadío, la esponsabilidad de los otros funcionarios.
Bonadío afirmó que hubo un aumento desmesurado de ventas de dólar futuro por parte del Banco Central entre los meses de septiembre y noviembre de 2015, que se realizaban por un precio vil, con conocimiento del gran perjuicio para el Estado que ocasionaría cualquier mínima fluctuación del tipo de cambio. Agregó que no existía el álea que caracteriza a estos contratos porque la devaluación de la moneda nacional acaecería fatalmente, y que en los hechos el BCRA y la CNVno eran autárquicos sino que se manejaban con una completa subordinación respecto al Poder Ejecutivo.

#### Elevación a juicio oral

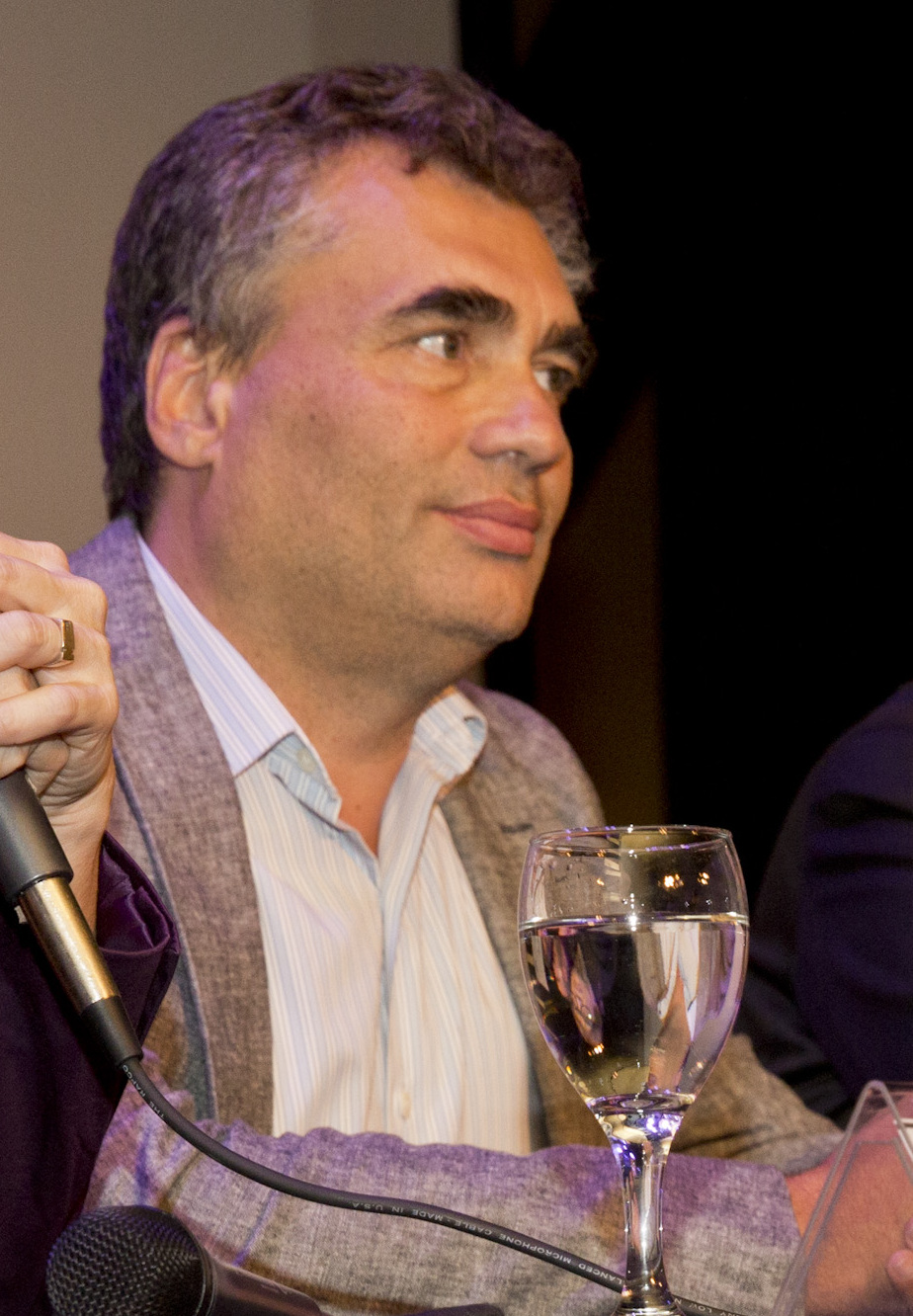
Alejandro Vanolli

Después que el 11 de noviembre de 2016 la Sala II de la Cámara Federal de Casación Penal confirmara los procesamientos el juez dio por finalizada la investigación el 15 de diciembre y envió el caso al fiscal quien consideró que no eran necesarias más pruebas y solicitó la elevación de la causa a juicio. El 23 de marzo de 2017 Bonadio dispuso elevar la causa a juicio oral.
El Tribunal Oral Federal n° 1 intervendrá en la causa.

#### Juicio oral
En agosto de 2019 el Tribunal Oral Federal n° 1 ordenó una pericia contable como parte de las medidas preliminares antes de fijar fecha de inicio para el juicio. El objetivo de la pericia era dilucidar si la operatoria de dólar futuro causó perjuicio al Banco Central.
En agosto de 2020, un año después de ordenada, el Cuerpo de Peritos Contadores Oficiales de la Corte Suprema de Justicia de la Nación entregó los resultados de la pericia, donde concluyó que la operatoria de dólar futuro no causó perjuicio alguno al BCRA, que era el instrumento idóneo a ser utilizado como "herramienta de control la estabilidad monetaria y cambiaria del país", y que además el balance del BCRA del año 2015 arrojó una ganancia de 147.116.885.000 de pesos.
Como consecuencia de la pericia diversos acusados le solicitaron al Tribunal el sobreseimiento de los imputados y la no realización del debate oral por inexistencia de delito. El Tribunal, en decisión dividida, decidió seguir adelante con el juicio, decisión que fue apelada ante la Cámara Federal de Casación Penal, que dictó el sobreseimiento definitivo de todos los acusados por esta causa el 13 de abril de 2021.

## Causas derivadas

### Dólar futuro II
En una causa paralela, el juez Bonadio, Federico Sturzenegger, el vicejefe de Gabinete, Mario Quintana, y el director del Banco Central, Pablo Curat fueron imputados por «defraudación por administración infiel en perjuicio de la administración pública, abuso de autoridad y violación a los deberes de funcionario público; prevaricato por parte del juez y tentativa de estafa procesal y de privación ilegal de la libertad». En el primer caso por «prevaricato, al dictar resoluciones contrarias a la ley y fundadas en hechos falsos» e incurrió en «tentativa de estafa procesal y de privación ilegal de la libertad mediante la alteración de la base fáctica de la causa con el propósito de dar sustento a medidas cautelares restrictivas de la libertad». En los últimos dos casos por haber participado en la decisión de devaluar y de determinar el precio final de los dólares futuro tras haber celebrado contratos de dólares a futuro, con lo que habrían obtenido beneficios económicos de sus propias decisiones como funcionarios. En tanto Bonadio fue denunciado por no enjuiciar a los responsables de la devaluación que generó las pérdidas para el Estado nacional, y por haber autorizado el pago de los dólares a futuro. Cristina Fernández solicitó el juicio político de Bonadio ante el Consejo de la Magistratura por el allanamiento del Banco Central para buscar información que ya había sido presentada, por enjuiciar a los responsables de la operatoria original y no a los responsables de la devaluación que generó las pérdidas para el Estado nacional, y porque el propio juez Bonadio había autorizado el pago de los dólares a futuro cuya creación —según el mismo— habría configurado un delito.
La causa quedó terminada cuando el juez resolvió que las conductas imputadas a los denunciados no constituían delitos.

## Declaraciones sobre la causa
Al conocerse la confirmatoria del procesamiento el bloque de diputados nacionales del Frente para la Victoria expresó su “solidaridad” con la expresidenta y afirmó que “un grupúsculo del Poder Judicial actúa guiado por el revanchismo político”.